# Paranaleptes giraffa
Paranaleptes giraffa är en skalbaggsart som först beskrevs av Kriesche 1924.  Paranaleptes giraffa ingår i släktet Paranaleptes och familjen långhorningar. Inga underarter finns listade i Catalogue of Life.